# الجمعية الوطنية لسانت كيتس ونيفيس
الجمعية الوطنية لسانت كيتس ونيفيس هي بمثابة البرلمان في البلاد. الجمعية تضم 14 أو 15 عضوا (حسب الظروف)، 11 منهم ينتخبون لمدة خمس سنوات في الدوائر ذات المقعد الواحد والمعروفة باسم النواب. أما الأعضاء الأربعة المتبقين، فيسموا بمجلس الشيوخ، ويتم تعيين ثلاثة من قبل الحاكم العام والرابع يكون النائب العام (أي عضوا بحكم منصبه).
يمكن زيادة العدد من قبل البرلمان، طالما أنه لا يتجاوز ثلثي عدد النواب. باستثناء النائب العام، الذي يعين أعضاء مجلس الشيوخ من قبل الحاكم العام، متصرفا بموجب نصيحة رئيس الوزراء في اثنين من التعيينات وزعيم المعارضة له الثلث.
البرلمان ورئيس للبرلمان ونائب رئيس البرلمان المنتخبين من قبل أعضاء البرلمان خلال جلسته الأولى بعد الانتخابات العامة. لم يكن لديهم ليكونوا أعضاء في ذلك، ولكن إذا كانت بعد ذلك لا يمكن أن يكون أيضا في مجلس الوزراء أو الأمناء البرلمانية.
واللغة الحالية للجمعية الوطنية لسانت كيتس ونيفيس هو كورتيس مارتن منذ 18 أبريل 2008. ونجح على مرسيليا ليبورد.